# Douglas C-133 Cargomaster
Douglas C-133 Cargomaster je bil štirimotorno turbopropelersko vojaško transportno letalo. Med letoma 1956 in 1961 so zgradili 50 letal. V uporabo je vstopil kmalu po Lockheed C-130 Hercules. Pozneje ga je nadomestil reaktivni in dosti bolj večji Lockheed C-5 Galaxy.
Novo letalo je precej drugačno od predhodnikov Douglas C-74 Globemaster in Douglas C-124 Globemaster II. Imel je 27 metrov dolg in 3,7 metra visok tovorni prostor, kapaciteta tovora je bila okrog 50 ton.
C-133 je postavil več neuradnih rekordov na transatlantskih in transpacifiških letih. 

## Specifikacije(C-133B)
Podatki iz 
Splošne karakteristike
- Posadka: 6 (dva pilota, navigator, 2 inženirja, tovornik)
- Tovor: 110000 lb (50000 kg)
- Dolžina: 157 ft 6 in (48,0 m)
- Razpon kril: 179 ft 8 in (54,8 m)
- Višina: 48 ft 3 in (14,7 m)
- Površina kril: 2673,1 ft² (248,34 m²)
- Teža praznega letala: 109417 lb (49631 kg)
- Naložena teža: 275000 lb (125000 kg)
- Maks. vzletna teža: 286000 lb (130000 kg)
- Pogon letala: 4 ×  turboprop Pratt & Whitney T34-P-9W, 7500 KM (5586 kW)  vsak
- * Tovorni prostor : 86 ft 10 in (26,47 m)

 Zmogljivost 
- Maks. hitrost: 312 vozlov (359 mph, 578 km/h)
- Potovalna hitrost: 280 vozlov (322 mph, 519 km/h)
- Doseg: 3560 navtičnih milj s 52000 lb (23587 kg) tovora (4097 mi, 6590 km)
- Višina leta: 32300 ft (9800 m)